# Попова, Зинаида Даниловна
Зинаи́да Дани́ловна Попо́ва (9 августа 1929, Воронеж, РСФСР, СССР — 27 сентября 2017, там же) — советский и российский лингвист, доктор филологических наук (1970), профессор, заслуженный деятель науки РСФСР (1991), основатель научной школы.

## Биография
В 1946 году окончила с золотой медалью среднюю школу в г. Брянске и в том же году поступила на филологическое отделение историко-филологического факультета ВГУ, которое с отличием окончила в 1951 году.
В 1954 году окончила аспирантуру при кафедре русского языка и под руководством В. И. Собинниковой защитила кандидатскую диссертацию на тему «Виды синтаксических связей в Азовской записной книге 1698—1699 гг.», после чего работала преподавателем в ВГУ.
В 1970 году в Институте русского языка АН СССР защитила докторскую диссертацию «Система падежных и предложно-падежных форм в русском литературном языке XVII века» (научный консультант Н. Ю. Шведова). В 1972 ей было присвоено звание профессора. В 1973 году возглавила новое подразделение филологического факультета — кафедру общего языкознания и стилистики.
Под руководством Зинаиды Даниловны защищено 75 кандидатских и 15 докторских диссертаций. Среди учеников: дфн, профессор Вера Борисовна Гольдберг.

## Основные работы
Зинаида Даниловна стала автором более 600 научных публикаций, в числе которых 13 монографий.
- Практическая стилистика. Краткий программированный учебник для студентов-заочников филологических факультетов. Воронеж, 1967.
- Система падежных и предложно-падежных форм в русском литературном языке 17-го века (структурно-семантическое описание). Воронеж, 1969.
- Очерки по общей фразеологии. Учебное пособие по спецкурсу для филологов. Воронеж, 1972. (Соавт.: М. М. Копыленко).
- Грамматическая стилистика русского языка. Пособие для изучающих русский язык как неродной. Воронеж, 1982.
- Морфологическая парадигматика русского языка. Справочное пособие для иностранцев. Воронеж, 1983.(Соавт.: Г. А. Волохина).
- Лексическая система языка. Учебное пособие по спецкурсу. Воронеж, 1984. (Соавт.: И. А. Стернин).
- Очерки по синтаксису южновеликорусской письменности. М., 1986. (Соавт.: С. И. Котков).
- Общее языкознание. Учебное пособие. Воронеж, 1987.
- Модели системы языка в современной лингвистике. Методические указания для слушателей ФПК. Воронеж-ротапринт ВГУ, 1996.
- Синтаксические концепты русского простого предложения. Воронеж, 1999. (Соавт.: Г. А. Волохина).
- Понятие «концепт» в лингвистических исследованиях. Воронеж, 2000. (Соавт.: И. А. Стернин).
- Очерки по когнитивной лингвистике. Воронеж, 2003. (Соавт.: И. А. Стернин).
- Общее языкознание. Воронеж, 2007. (Соавт.: И. А. Стернин)[2].